# Adrianna Sułek
Adrianna Sułek (Bydgoszcz, 3 de abril de 1999) es una atleta polaca que compite en pruebas combinadas. Representó a Polonia en el Campeonato Europeo de Atletismo en Pista Cubierta de 2021, donde terminó novena. En 2018, ganó una medalla de bronce en el Campeonato Mundial Sub-20.

## Carrera
Tras pasar por las divisiones inferiores del club Zawisza Bydgoszcz, debutó como atleta profesional en 2016. Versada en diversas modalidades, ha desarrollado su carrera en pro de participar en las competiciones de pentatlón y heptatlón. En su primera cita internacional, en el Campeonato Europeo Juvenil de Atletismo de Tiflis (Georgia) quedó decimocuarta en las pruebas del heptatlón, sumando un total de 5282 puntos.
Un año después, pero en categoría júnior, consiguió el séptimo puesto en el Campeonato Europeo de Atletismo Sub-20, que se celebró en la localidad italiana de Grosseto (5784 pts.). El año siguiente supuso su primer éxito en su carrera, al lograr meterse en el podio y ganar una medalla de bronce en el Campeonato Mundial de Atletismo Sub-20 de Tampere (Finlandia), con una puntuación de 5393 pts.
En 2019 acudió al Campeonato Europeo de Atletismo Sub-23 en la ciudad sueca de Gävle, donde quedó sexta en la prueba de heptatlón al llegar a 5954 puntos.
En 2021 participó en tres citas atléticas, entre ellas sus primeros Juegos Olímpicos. Primero, en su país natal, en la ciudad de Toruń, compitió en el pentatlón del Campeonato Europeo de Atletismo en Pista Cubierta, donde acabó novena con 4231 puntos. Poco más tarde, viajó a Tallin (Estonia), donde logró su primera medalla de oro en el Campeonato Europeo de Atletismo Sub-23, obteniendo 6305 puntos, que llegó a ser su marca personal. Esta fue la última cita preolímpica antes de viajar a Japón con la expedición polaca para participar en los Juegos Olímpicos de Tokio, postergados un año a consecuencia de la pandemia por el coronavirus. En la categoría de heptatlón consiguió acabar decimosexta, tras obtener 6164 puntos en todas las pruebas.
En marzo de 2022, compitió en las pruebas del pentatlón del Campeonato Mundial de Atletismo en Pista Cubierta celebrado en Belgrado (Serbia), donde consiguió quedar segunda al término de las cinco competiciones, tras conseguir un primer puesto en el salto de altura y tres segundos puestos consecutivos, logrando 4851 puntos en total.

## Resultados por competición

### Por temporada
| Representando a Polonia | Representando a Polonia                           | Representando a Polonia | Representando a Polonia | Representando a Polonia | Representando a Polonia |
| ----------------------- | ------------------------------------------------- | ----------------------- | ----------------------- | ----------------------- | ----------------------- |
| Año                     | Competición                                       | Lugar                   | Puesto                  | Modalidad               | Marca                   |
| 2016                    | Campeonato Europeo Juvenil de Atletismo           | Tiflis                  | 14.ª                    | Heptatlón               | 5282 pts.               |
| 2017                    | Campeonato Europeo de Atletismo Sub-20            | Grosseto                | 7.ª                     | Heptatlón               | 5784 pts.               |
| 2018                    | Campeonato Mundial de Atletismo Sub-20            | Tampere                 | 3.ª                     | Heptatlón               | 5939 pts.               |
| 2019                    | Campeonato Europeo de Atletismo Sub-23            | Gävle                   | 6.ª                     | Heptatlón               | 5954 pts.               |
| 2021                    | Campeonato Europeo de Atletismo en Pista Cubierta | Toruń                   | 9.ª                     | Pentatlón               | 4231 pts.               |
| 2021                    | Campeonato Europeo de Atletismo Sub-23            | Tallin                  | 1.ª                     | Heptatlón               | 6305 pts.               |
| 2021                    | Juegos Olímpicos                                  | Tokio                   | 16.ª                    | Heptatlón               | 6164 pts.               |
| 2022                    | Campeonato Mundial de Atletismo en Pista Cubierta | Belgrado                | 2.ª                     | Pentatlón               | 4851 pts.               |
| 2022                    | Campeonato Mundial de Atletismo                   | Eugene                  | 4.ª                     | Heptatlón               | 6672 pts.               |
| 2022                    | Campeonato Europeo de Atletismo                   | Múnich                  | 2.ª                     | Heptatlón               | 6532 pts.               |
| 2023                    | Campeonato Europeo de Atletismo en Pista Cubierta | Estambul                | 2.ª                     | Pentatlón               | 5014 pts.               |

### Mejores marcas
| Disciplina                        | Marca     | Lugar     | Fecha                |
| --------------------------------- | --------- | --------- | -------------------- |
| 100 metros lisos (exterior)       | 11,84 s.  | Bydgoszcz | 13 de mayo de 2017   |
| 200 metros lisos (exterior)       | 23,77 s.  | Eugene    | 17 de julio de 2022  |
| 200 metros lisos (pista cubierta) | 25,58 s.  | Toruń     | 8 de enero de 2016   |
| 60 metros vallas (pista cubierta) | 8,50 s.   | Toruń     | 23 de enero de 2021  |
| 100 metros vallas (exterior)      | 13,28 s.  | Eugene    | 17 de julio de 2022  |
| Salto de altura                   | 1,89 m.   | Eugene    | 17 de julio de 2022  |
| Salto de longitud                 | 6,55 m.   | Múnich    | 18 de agosto de 2022 |
| Pentatlón                         | 5014 pts. | Estambul  | 3 de marzo de 2023   |
| Heptatlón                         | 6672 pts. | Eugene    | 18 de julio de 2022  |
| 4 x 100 metros relevos            | 44,49 s.  | Radom     | 24 de agosto de 2019 |